# 國手賽 (中國圍棋會)
國手戰，為中國圍棋會和自立晚報主辦的職業圍棋比賽，是昔日三大頭銜戰（名人、棋王、國手）之一。1980年開辦，1999年終止，共19屆。「國手」之意並非現今「代表國家出賽的選手」的意思，而是自古中國將全國最強的圍棋棋士尊稱為「國手」，中華民國政府也曾贈與吳清源「大國手」的尊稱。

## 歷屆國手
| 屆次 | 年度   | 國手        | 比分    | 亞軍        |
| ---- | ------ | ----------- | ------- | ----------- |
| 1    | 1981年 | 陳長清 九品 | 7勝/6勝 | 蘇治灝 業餘 |
| 2    | 1982年 | 陳長清 六品 | 4:3     | 陳永安 七品 |
| 3    | 1983年 | 陳長清 六品 | 4:3     | 陳永安 七品 |
| 4    | 1984年 | 陳長清 六品 | 4:1     | 戴嘉伸 五品 |
| 5    | 1985年 | 陳長清 五品 | 4:2     | 陳士 七品   |
| 6    | 1986年 | 陳長清 五品 | 4:0     | 戴嘉伸 五品 |
| 7    | 1987年 | 陳長清 五品 | 4:1     | 陳國興 六品 |
| 8    | 1988年 | 彭景華 五品 | 4:3     | 陳長清 五品 |
| 9    | 1989年 | 陳長清 五品 | 4:1     | 彭景華 五品 |
| 10   | 1990年 | 陳長清 五品 | 4:1     | 陳國興 六品 |
| 11   | 1991年 | 林聖賢 七品 |         | 陳長清 五品 |
| 12   | 1992年 | 林聖賢 七品 | 4:2     | 彭景華 五品 |
| 13   | 1993年 | 林聖賢 七品 | 4:2     | 彭景華 五品 |
| 14   | 1994年 | 陳永安 五品 | 4:3     | 林聖賢 七品 |
| 15   | 1995年 | 陳永安 五品 | 4:0     | 戴嘉伸 三品 |
| 16   | 1996年 | 彭景華 五品 | 4:0     | 陳永安 五品 |
| 17   | 1997年 | 周俊勳 三品 | 4:2     | 彭景華 五品 |
| 18   | 1998年 | 周俊勳 一品 | 4:0     | 林聖賢 四品 |
| 19   | 1999年 | 周俊勳 一品 | 4:0     | 周可平 九品 |

## 沿革
- 1981年 第一屆
- 舊國手戰開辦，中國圍棋會、自立晚報主辦
  - 決賽：首屆未設挑戰賽
  - 本賽：採九人循環賽制
  - 冠軍獎金：30萬元

- 1982年 第二屆 
  - 決賽：採七番棋挑戰賽制

- 1999年 第19屆舊國手戰結束後停辦